# Chełmska (zajezdnia autobusowa)
Chełmska – nieistniejąca obecnie zajezdnia autobusowa w Warszawie.
Została zbudowana na przełomie 1959 i 1960 roku jako jedyna w mieście zajezdnia trolejbusowa. Zastąpiła zajezdnię prowizoryczną przy ul. Łazienkowskiej. Stacjonowały tu trolejbusy Škoda 8Tr i 9Tr. Przed zajezdnią znajdowała się pętla trolejbusowa Chełmska. Po pierwszej likwidacji trolejbusów w Warszawie została zajezdnią autobusową należącą do Miejskich Zakładów Autobusowych. Działała w latach 1960–2006.

## Opis
W latach 70. była największym skupiskiem Jelczy-Berlietów PR100. Później na terenie zajezdni stacjonowały Ikarusy 260 i 280, Jelcze M121M, 120M i 120MM/1, a także nowoczesne Solarisy Urbino 15 I i przegubowe MAN-y NG313 – łącznie około 190 autobusów. W 1990 roku w zajezdni pojawił się jeden z pierwszych dziesięciu Ikarusów 280 z automatyczną skrzynią biegów, jakie dostała Warszawa.
Pod koniec swojej działalności zajezdnia „Chełmska” służyła jako cmentarzysko taboru kasowanego i odstawionego. Na przystankach komunikacji miejskiej, a także w tramwajach, autobusach i przy wejściach do metra pojawiły się, przygotowane przez miłośników komunikacji, nekrologi zajezdni „Chełmska”, zawierające datę otwarcia i zamknięcia zakładu dla ruchu, wspomnienie, znak Ś.P. i krótkie hasło „Zajezdnia Chełmska – na zawsze odejdzie od nas”.
20 maja 2006 roku na terenie ZEA R-9 „Chełmska” odbył się zlot, zorganizowany przez warszawski Klub Miłośników Komunikacji Miejskiej I Międzynarodowy Zlot Ogórków. Poza dziewięcioma Jelczami 043 z MPK Poznań, SPPK Police, Meteora Jaworzno, Tomasza Skrzelińskiego z Piaseczna, Artura Lemańskiego z Bydgoszczy i KMKM Warszawa, dwoma Jelczami 272 MEX z MPK Kraków i KMKM Warszawa, dwiema Škodami RTO (lokalną z PKS Nowy Sącz i międzymiastową z Eberswalde) oraz zbudowanym na bazie MEXa technicznym Jelczem PAT-4, w Zlocie wziął udział świeżo wyremontowany Jelcz-Berliet PR100MI, swoim wyglądem nawiązujący do eksploatowanych w Warszawie w latach 70. i 80. licencyjnych Jelczy-Berlietów PR100. Nie zabrakło też „ogórkowych” przyczep Jelcz P-01 i ich wersji eksportowej – Jelcz PO-1E. I Międzynarodowy Zlot Ogórków połączony był z III Warszawską Nocą Muzeów i V Ogólnopolskim Zlotem Stowarzyszeń Miłośników Komunikacji Miejskiej. W nocy z 20 na 21 maja 2006 roku wszystkie biorące udział w Zlocie pojazdy wyruszyły do obsługi linii muzealnych.
Zajezdnia przy ul. Chełmskiej, podobnie do drugiej części zajezdni przy Inflanckiej, została wystawiona przez miasto w 2006 roku na sprzedaż. 16 listopada minął termin zgłoszeń do udziału w przetargu, w którym wzięło udział 12 firm. Miasto wydało także warunki zabudowy, pozwalające na realizację budynków mieszkalnych – do 8 pięter od strony ulicy Czerniakowskiej oraz jednej 15-piętrowej wieży od strony skrzyżowania z ul. Wincentego Witosa. Razem może powstać ponad 100 000 m² mieszkań.
22 listopada 2006 roku odbyła się licytacja, która rozpoczęła się od kwoty 95 mln zł. Wygrał ją hiszpański deweloper Sando Inmobiliaria, przebijając ING Real Estate, licytując 371 mln 450 tys. zł - czyli około 7,2 tys. zł za m² gruntu. Była to rekordowa cena gruntu w Warszawie. Osiedle na niecałe tysiąc mieszkań zaprojektowała pracownia JEMS Architekci. Recesja finansowa na rynkach europejskich spowodowała poważne problemy finansowe hiszpańskiego dewelopera i zatrzymała budowę osiedla. Obecnie teren po wyburzonej zajezdni jest wciąż niezabudowany.
W grudniu 2018 r. poinformowano, że Sando sfinalizowało sprzedaż terenu zajezdni. Nabywcą zostało Przedsiębiorstwo Budowlane Konstanty Strus.